# Ajudant de direcció
L'ajudant de direcció o ajudant de realització és l'ajudant del director de cinema. És present en totes les fases de la producció del film: preproducció, rodatge i postproducció i és l'enllaç del director amb els altres equips.

## Preproducció
- Coordina i emmarca els diferents departaments (repeticions dels actors, proves de vestuari, repeticions de les escenes perilloses, i localitzacions)
- Anàlisi del guió, remarcant les necessitats d'attrezzo.

## Rodatge
- És responsable de la planificació del rodatge. Per això estableix el pla de treball d'acord amb el productor i/o el seu representant ;
- Prepara l'escenari abans de l'arribada del director.
- Manté comunicació amb el continuista per vigilar els raccords, continuïtat d'elements escènics, etc.
- Durant el rodatge, està sempre al costat del director. L'ajuda supervisant la bona entesa i coordinació del plató. Fa respectar el silenci a l'escenari en les preses d'imatges, dona entrades al director, assenyalant-li on acaba un diàleg, escena, etc.
- Segons les indicacions del director, dona l'ordre de motors o la final de la presa.
- Porta el control de la claqueta (independentment que la porti el claquetista).
- Coordina i emmarca els diferents departaments durant el rodatge (control de la programació, respecte dels horaris, direcció de la figuració) ;
- S'encarrega de la supervisió del trasllat dels actors fins a l'escenari del rodatge.
- Supervisa igualment amb el director de producció i el regidor les condicions de seguretat del rodatge.

Sobre el rodatge, és constantment en els costats del realitzador,

## Postproducció
- Supervisa juntament amb el director l'script del muntatge. Encara que el director no sigui present, l'assistent sempre està per a qualsevol cosa que necessiti el muntador; trobar plans o preses en el guió de postproducció, per exemple.
- És l'enllaç entre muntador i l'equip de sonorització, i entre aquests i el director.